# Primera B Nacional 2010-2011
La Primera B Nacional 2010-2011 è stata la 25ª edizione del campionato argentino di calcio di seconda divisione. È iniziata il 7 agosto 2010 ed è terminata il 19 giugno 2011.

## Squadre partecipanti
| Club                    | Città                 | Stadio                                 | Stagione precedente           |
| ----------------------- | --------------------- | -------------------------------------- | ----------------------------- |
| Aldosivi                | Mar del Plata         | Stadio José María Minella              | 19°                           |
| Almirante Brown         | Isidro Casanova       | Stadio Fragata Presidente Sarmiento    | 1° in Primera B Metropolitana |
| Atlético Rafaela        | Rafaela               | Stadio Nuevo Monumental                | 3°                            |
| Atl. Tucumán            | San Miguel de Tucumán | Stadio Monumental José Fierro          | 19° in Primera División       |
| Belgrano                | Córdoba               | Stadio Julio César Villagra            | 6°                            |
| Boca Unidos             | Corrientes            | Stadio José Antonio Romero Feris       | 13°                           |
| CAI                     | Comodoro Rivadavia    | Stadio Municipal de Comodoro Rivadavia | 18°                           |
| Chacarita Juniors       | Buenos Aires          | Stadio Chacarita Juniors               | 20° in Primera División       |
| Defensa y Justicia      | Florencio Varela      | Stadio Norberto Tomaghello             | 10°                           |
| Dep. Merlo              | Parque San Martín     | Stadio José Manuel Moreno              | 16°                           |
| Ferro Carril Oeste      | Buenos Aires          | Stadio Arquitecto Ricardo Etcheverri   | 12°                           |
| Gimnasia (J)            | San Salvador de Jujuy | Stadio 23 agosto                       | 8°                            |
| Independiente Rivadavia | Mendoza               | Stadio Bautista Gargantini             | 15°                           |
| Instituto (C)           | Córdoba               | Stadio Juan Domingo Perón              | 5°                            |
| Patronato               | Paraná                | Stadio Presbítero Bartolomé Grella     | 1° in Torneo Argentino A      |
| Rosario Central         | Rosario               | Stadio Dr. Lisandro de la Torre        | 17° in Primera División       |
| San Martín (SJ)         | San Juan              | Stadio Ingeniero Hilario Sánchez       | 7°                            |
| San Martín (T)          | San Miguel de Tucumán | Stadio La Ciudadela                    | 11°                           |
| Tiro Federal            | Rosario               | Stadio Fortín de Ludueña               | 17°                           |
| Unión (SF)              | Santa Fe              | Stadio 15 aprile                       | 9°                            |

## Classifica finale
|  | Pos. | Squadra                 | Pt | G  | V  | N  | P  | GF | GS | DR  |
|  | ---- | ----------------------- | -- | -- | -- | -- | -- | -- | -- | --- |
|  | 1.   | Atlético Rafaela        | 77 | 38 | 23 | 8  | 7  | 65 | 26 | +39 |
|  | 2.   | Unión (SF)              | 69 | 38 | 22 | 3  | 13 | 49 | 38 | +11 |
|  | 3.   | San Martín (SJ)         | 64 | 38 | 18 | 10 | 10 | 46 | 32 | +14 |
|  | 4.   | Belgrano                | 59 | 38 | 15 | 14 | 9  | 53 | 37 | +16 |
|  | 5.   | Gimnasia (J)            | 54 | 38 | 13 | 15 | 10 | 40 | 41 | −1  |
|  | 6.   | Almirante Brown         | 52 | 38 | 13 | 13 | 12 | 32 | 28 | +4  |
|  | 7.   | Aldosivi                | 52 | 38 | 14 | 10 | 14 | 45 | 47 | −2  |
|  | 8.   | Boca Unidos             | 52 | 38 | 13 | 13 | 12 | 43 | 46 | −3  |
|  | 9.   | Atl. Tucumán            | 51 | 38 | 14 | 9  | 15 | 44 | 41 | +3  |
|  | 10.  | Instituto (C)           | 51 | 38 | 11 | 18 | 9  | 38 | 35 | +3  |
|  | 11.  | Dep. Merlo              | 51 | 38 | 13 | 12 | 13 | 32 | 37 | −5  |
|  | 12.  | Rosario Central         | 50 | 38 | 14 | 8  | 16 | 44 | 44 | 0   |
|  | 13.  | Patronato               | 50 | 38 | 14 | 8  | 16 | 41 | 43 | −2  |
|  | 14.  | Ferro Carril Oeste      | 47 | 38 | 11 | 14 | 13 | 38 | 47 | −9  |
|  | 15.  | San Martín (T)          | 45 | 38 | 11 | 12 | 15 | 33 | 41 | −8  |
|  | 16.  | Chacarita Juniors       | 44 | 38 | 10 | 14 | 14 | 24 | 36 | −12 |
|  | 17.  | Defensa y Justicia      | 43 | 38 | 10 | 13 | 15 | 37 | 42 | −5  |
|  | 18.  | Independiente Rivadavia | 40 | 38 | 9  | 13 | 16 | 44 | 49 | −5  |
|  | 19.  | Tiro Federal            | 37 | 38 | 8  | 13 | 17 | 37 | 56 | −19 |
|  | 20.  | CAI                     | 34 | 38 | 6  | 16 | 16 | 38 | 57 | −19 |

Aggiornato al 18 giugno 2011. Fonte: AFA
      Promossa in Primera División 2011-2012.
  Ammesse ai play-off.

## Risultati
|                         | ALD  | ALM  | ATR  | ATU  | BEL  | BU   | CAI  | CHA  | D&J  | MER  | FCO  | GJU  | IRV  | INS  | PAT  | RCE  | SMJ  | SMT  | TIR  | USF  |
| ----------------------- | ---- | ---- | ---- | ---- | ---- | ---- | ---- | ---- | ---- | ---- | ---- | ---- | ---- | ---- | ---- | ---- | ---- | ---- | ---- | ---- |
| Aldosivi                | –––– | 1–0  | 3–2  | 0–3  | 2–1  | 2–0  | 0–1  | 2–0  | 2–0  | 1–0  | 5–1  | 0–0  | 1–1  | 0–0  | 4–1  | 0–5  | 2–0  | 0–1  | 1–1  | 0–1  |
| Almirante Brown         | 1-0  | –––– | 0–1  | 0–0  | 1–2  | 3–1  | 1–0  | 0–1  | 2–0  | 0–1  | 1–1  | 0–0  | 2–2  | 1–1  | 1–2  | 1–0  | 0–0  | 1–0  | 2–0  | 2–0  |
| Atlético de Rafaela     | 2-0  | 1-1  | –––– | 0–0  | 2–1  | 3–0  | 5–1  | 2–0  | 2–1  | 2–0  | 3–0  | 6–0  | 2–2  | 4–0  | 1–0  | 0–1  | 4–1  | 2–1  | 1–1  | 1–2  |
| Atlético Tucumán        | 2–1  | 3–0  | 0–2  | –––– | 2–0  | 1–1  | 4–1  | 0–1  | 1–0  | 2–1  | 0–0  | 0–3  | 2–1  | 1–2  | 2–0  | 4–2  | 1–2  | 1–0  | 0–0  | 0–1  |
| Belgrano                | 1–0  | 1–2  | 0–0  | 2–0  | –––– | 2–1  | 0–0  | 1–1  | 2–0  | 1–0  | 1–1  | 1–1  | 3–0  | 2–2  | 2–1  | 1–1  | 1–1  | 4–0  | 2–3  | 3–2  |
| Boca Unidos             | 0–0  | 1–1  | 0–1  | 2–0  | 3–3  | –––– | 1–1  | 0–0  | 2–2  | 1–0  | 3–2  | 0–0  | 1–0  | 1–3  | 1–0  | 2–0  | 1–1  | 2–0  | 1–0  | 2–1  |
| CAI                     | 2–2  | 0–0  | 0–0  | 1–1  | 1–1  | 1–3  | –––– | 1–3  | 2–2  | 1–1  | 0–3  | 1–0  | 3–3  | 0–1  | 0–2  | 3–1  | 0–1  | 1–0  | 1–2  | 1–2  |
| Chacarita Juniors       | 1–1  | 0–1  | 1–2  | 1–0  | 1–0  | 1–1  | 0–1  | –––– | 1–0  | 0–0  | 0–3  | 0–0  | 0–0  | 2–0  | 1–3  | 0–2  | 0–1  | 1–1  | 0–0  | 1–0  |
| Defensa y Justicia      | 0–0  | 0–0  | 0–1  | 1–1  | 2–3  | 1–0  | 2–1  | 3–1  | –––– | 0–2  | 1–1  | 1–3  | 2–2  | 2–0  | 1–1  | 2–1  | 2–0  | 0–0  | 5–1  | 0–1  |
| Deportivo Merlo         | 0–2  | 0–2  | 1–0  | 3–2  | 0–2  | 2–2  | 1–1  | 0–0  | 1–0  | –––– | 2–1  | 2–0  | 3–2  | 0–1  | 1–1  | 1–0  | 0–3  | 1–1  | 0–0  | 1–1  |
| Ferro Carril Oeste      | 3–1  | 0–0  | 2–0  | 2–1  | 1–1  | 0–2  | 2–2  | 3–0  | 0–0  | 0–2  | –––– | 1–0  | 1–0  | 1–1  | 0–2  | 1–0  | 1–0  | 1–0  | 1–3  | 0–2  |
| Gimnasia Jujuy          | 2–2  | 2–1  | 2–2  | 2–1  | 1–1  | 1–0  | 4–2  | 0–0  | 0–0  | 0–0  | 0–0  | –––– | 1–0  | 3–3  | 1–0  | 3–3  | 2–1  | 1–1  | 2–1  | 0–2  |
| Independiente Rivadavia | 2–3  | 1–0  | 3–1  | 1–1  | 0–2  | 3–1  | 0–0  | 0–2  | 3–1  | 0–1  | 1–1  | 0–1  | –––– | 1–1  | 3–0  | 0–1  | 0–1  | 1–1  | 2–0  | 1–2  |
| Instituto               | 4–0  | 1–1  | 0–0  | 0–1  | 0–0  | 0–0  | 1–1  | 0–0  | 2–0  | 1–2  | 1–1  | 2–0  | 1–0  | –––– | 0–0  | 3–3  | 1–0  | 2–0  | 1–1  | 0–1  |
| Patronato               | 3–0  | 0–1  | 0–1  | 2–1  | 2–0  | 3–1  | 1–0  | 3–1  | 0–2  | 0–1  | 0–0  | 1–0  | 2–2  | 0–0  | –––– | 2–2  | 0–2  | 0–0  | 4–1  | 0–2  |
| Rosario Central         | 0–2  | 0–1  | 0–1  | 2–0  | 2–1  | 1–2  | 1–0  | 2–1  | 0–0  | 2–1  | 3–0  | 0–1  | 1–1  | 1–0  | 1–0  | –––– | 1–1  | 0–1  | 1–0  | 0–1  |
| San Martin (SJ)         | 1-1  | 2-1  | 1-0  | 0-1  | 0-0  | 2-1  | 2-2  | 0-1  | 1-0  | 0-0  | 3-1  | 2-1  | 1-0  | 2-0  | 4-0  | 3-0  | –––– | 0-0  | 0-2  | 3-1  |
| San Martin (T)          | 2–0  | 1–0  | 0–3  | 1–1  | 1–0  | 1–1  | 1–2  | 0–0  | 0–2  | 2–0  | 1–1  | 2–1  | 1–2  | 2–3  | 1–2  | 2–1  | 2–1  | –––– | 2-0  | 1-1  |
| Tiro Federal            | 3–1  | 1–1  | 2–4  | 2–4  | 0–2  | 1–2  | 1–1  | 1–1  | 0–0  | 1–1  | 4–1  | 1–0  | 1–2  | 0–0  | 1–0  | 1–2  | 1–1  | 0–2  | –––– | 0-2  |
| Unión                   | 0–3  | 1–0  | 0–1  | 1–0  | 0–3  | 3–0  | 2–1  | 2–0  | 2–3  | 2–0  | 1–0  | 1–2  | 1–2  | 1–0  | 0–2  | 1–1  | 1–2  | 2–1  | 3–0  | –––– |

## Retrocessione
Le squadre con affiliazione diretta all'AFA, cioè quelle provenienti dalla città di Buenos Aires, dalla sua area metropolitana e dalla città di Rosario, vengono retrocesse in Primera B Metropolitana, mentre quelle con affiliazione indiretta vengono relegate nel Torneo Argentino A. La 17ª e la 18ª classificata affrontano le vincitrici del torneo Reducido delle due categorie inferiori per l'eventuale retrocessione.
Le due squadre con il peggior promedio retrocedono nel torneo corrispondente alla propria affiliazione.
| Pos. | Club                    | 2008-09 | 2009-10 | 2010-11 | Totale | Giocate | Media | Affiliazione |
| ---- | ----------------------- | ------- | ------- | ------- | ------ | ------- | ----- | ------------ |
| 1.   | Atlético Rafaela        | 62      | 63      | 77      | 202    | 114     | 1.772 | Indiretta    |
| 2.   | Atl. Tucumán            | 74      | —       | 51      | 125    | 76      | 1.645 | Indiretta    |
| 3.   | Belgrano                | 62      | 57      | 59      | 178    | 114     | 1.561 | Indiretta    |
| 4.   | Chacarita Juniors       | 72      | —       | 44      | 116    | 76      | 1.526 | Diretta      |
| 5.   | Unión (SF)              | 49      | 53      | 69      | 171    | 114     | 1.500 | Diretta      |
| 6.   | Instituto (C)           | 59      | 60      | 51      | 170    | 114     | 1.491 | Indiretta    |
| 7.   | San Martín (SJ)         | 49      | 56      | 64      | 169    | 114     | 1.482 | Indiretta    |
| 8.   | Gimnasia (J)            | —       | 54      | 54      | 108    | 76      | 1.421 | Indiretta    |
| 9.   | Almirante Brown         | —       | —       | 52      | 52     | 38      | 1.368 | Diretta      |
| 10.  | Aldosivi                | 57      | 42      | 52      | 151    | 114     | 1.325 | Indiretta    |
| 11.  | Patronato               | —       | —       | 50      | 50     | 38      | 1.316 | Indiretta    |
| 12.  | Rosario Central         | —       | —       | 50      | 50     | 38      | 1.316 | Diretta      |
| 13.  | Boca Unidos             | —       | 48      | 52      | 100    | 76      | 1.316 | Indiretta    |
| 14.  | Ferro Carril Oeste      | 52      | 49      | 47      | 148    | 114     | 1.298 | Diretta      |
| 15.  | Dep. Merlo              | —       | 46      | 51      | 97     | 76      | 1.276 | Diretta      |
| 16.  | Defensa y Justicia      | 49      | 52      | 43      | 144    | 114     | 1.263 | Diretta      |
| 17.  | San Martín (T)          | —       | 50      | 45      | 95     | 76      | 1.250 | Indiretta    |
| 18.  | Independiente Rivadavia | 50      | 47      | 40      | 137    | 114     | 1.202 | Indiretta    |
| 19.  | Tiro Federal            | 50      | 44      | 37      | 131    | 114     | 1.149 | Indiretta    |
| 20.  | CAI                     | 36      | 43      | 34      | 113    | 114     | 0.991 | Indiretta    |

Aggiornato al 18 giugno 2011. Fonte: AFA

## Play-off
i 3° e i 4° classificati giocano contro i 17° e i 18° della classifica retrocessione della Primera División.
| Squadra 1       | Totale | Squadra 2     | Andata | Ritorno |
| --------------- | ------ | ------------- | ------ | ------- |
| Belgrano        | 3 - 1  | River Plate   | 2 - 0  | 1 - 1   |
| San Martín (SJ) | 2 - 1  | Gimnasia (LP) | 1 - 0  | 1 - 1   |

### Verdetti
- Belgrano e  San Martín (SJ) promosse in Primera División 2011-2012

## Play-out
| Squadra 1        | Totale | Squadra 2               | Andata | Ritorno |
| ---------------- | ------ | ----------------------- | ------ | ------- |
| Def. de Belgrano | 2 - 2  | Independiente Rivadavia | 0 - 0  | 2 - 2   |
| Desamparados     | 2 - 1  | San Martín (T)          | 1 - 0  | 1 - 1   |

### Verdetti
- Independiente Rivadavia resta in Primera B Nacional
- San Martín (T) retrocessa in Torneo Argentino A 2011-2012

## Marcatori
| Pos. | Giocatore         | Squadra          | Reti |
| ---- | ----------------- | ---------------- | ---- |
| 1    | César Carignano   | Atlético Rafaela | 21   |
| 2    | Sebastián Penco   | San Martín (SJ)  | 16   |
| 2    | Aldo Visconti     | Boca Unidos      | 16   |
| 4    | Matías Gigli      | Aldosivi         | 14   |
| 4    | Diego Jara        | Patronato        | 14   |
| 4    | César Pereyra     | Belgrano         | 14   |
| 4    | Matías Quiroga    | Unión (SF)       | 14   |
| 8    | Leandro Armani    | Tiro Federal     | 13   |
| 8    | Darío Benedetto   | Gimnasia (J)     | 13   |
| 8    | Federico González | Atlético Rafaela | 13   |
| 10   | Cristian Chávez   | Atl. Tucumán     | 12   |